# Kurkschors
De kurkschors of kurkparenchym (felloderm) is een aan de binnenzijde van het kurkcambium gelegen weefsellaag in stengels en wortels. De cellen hebben dunne celwanden, zijn plasmarijk en tussen de cellen komen grote intercellulaire ruimten voor. Deze weefsellaag kan dikker worden doordat naar binnen toe nieuwe cellen worden afgezet. Niet alle plantensoorten hebben kurkschors in de bast. De kurkschors is onderdeel van het periderm.
Bij bomen is de kurkschors van de wortels doorgaans dikker dan van de stam.
De kurkschors kan ook onder meer cellen met bladgroen, steencellen of kristalcellen vormen en is dan alleen nog te onderscheiden van het omliggende weefsel door de radiale celrijtjes.